# مجلس النواب (تونس)
مجلس النواب التونسي هو الهيئة الحكومية التشريعية السابقة التي كانت تمثل الغرفة الأولى من البرلمان التونسي، وذلك منذ إحداث مجلس المستشارين بموجب تنقيح الدستور لسنة 2002 إلى غاية انتخاب المجلس الوطني التأسيسي في 2011. وقد وقع إحداثه بموجب دستور الجمهورية الذي تم إعلانه في غرة جوان 1959 وكانت تسميته مجلس الأمة منذ تأسيسه وحتى 1981. ويقع مقره بقصر باردو، إحدى ضواحي مدينة تونس.

كان مجلس النواب يمثل السلطة التشريعية، يشرع القوانين الجزائية، ويصادق على المعاهدات والاتفاقات الدولية، ويعمل على تحسين ظروف العيش في البلاد، يشرع القوانين المتعلقة بالمصلحة العليا للدولة، وفي الأخير ترجع التنفيذ إلى رئيس الدولة كممثل عن السلطة التنفيذية. وقد منح الدستور التونسي السابق لرئيس مجلس النواب مهام رئاسة الدولة بصفة وقتية في حال شغور المنصب، وذلك لمدة لا تعدو ستين يوما إلى غاية تنظيم انتخابات رئاسية سابقة لأوانها.

تم حل المجلس في 2011 وعوض بالمجلس الوطني التأسيسي التونسي حتى سنة 2014 أين تم تنصيب مجلس نواب الشعب الجديد.

## تاريخ تونس البرلماني

### المجلس القومي التأسيسي التونسي 1956

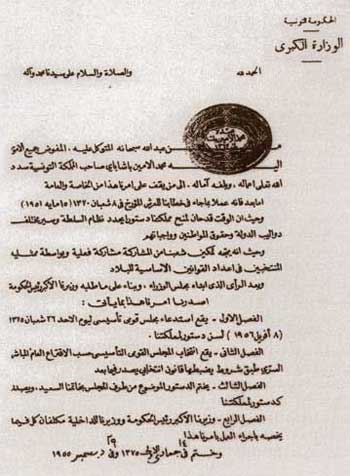
أمر إحداث المجلس القومي التأسيسي

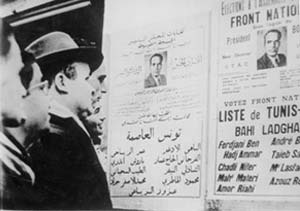
الحملة الانتخابية للمجلس القومي التأسيسي.

بمقتضى أمر علي، وقع انتخاب أعضاء المجلس القومي التأسيسي يوم 25 مارس 1956 أياما قليلة بعد إعلان استقلال البلاد عن فرنسا. وقد فازت الجبهة القومية بكل المقاعد برئاسة الحزب الحر الدستوري الجديد ومشاركة المنظمات الوطنية المتحالفة معه (الاتحاد التونسي للشغل، الاتحاد التونسي للصناعة والتجارة، الاتحاد القومي للفلاحين الذي تمّ تأسيسه في 2 ديسمبر 1955، بالإضافة إلى عدد من المستقلين. وفي 10 ديسمبر 1956، قرر الديوان السياسي للحزب الدستوري أن يكون تعيين الحكومة من مشمولات المجلس القومي التأسيسي.
عقد المجلس جلسته الأولى يوم 9 أفريل 1956، وانتخب الزعيم الحبيب بورقيبة أول رئيس له. وفي 15 أفريل، عين المجلس الزعيم بورقيبة لتشكيل أول حكومة تونسية بعد الاستقلال وعين الزعيم جلولي فارس رئيسا للمجلس خلفا له.
وفي 17 أفريل، ألقى الزعيم بورقيبة خطابا أمام المجلس قدم فيه برنامج حكومة الاستقلال. وفي 25 أفريل، صادق المجلس بالإجماع على مذكرة قدّمها الزعيم الحبيب بورقيبة رئيس الحكومة يوصي من خلالها مكتبه بربط صلة دائمة مع الحكومة للإطلاع على شؤون الدولة والقيام باستشارات في هذا الشأن ودعوة الحكومة لتقديم التوضيحات المفيدة وبذلك تستمد الحكومة شرعيتها بالإضافة إلى تنصيبها من قبل الباي من الثقة التي تستمدها من قبل المجلس القومي التأسيسي المنتخب من قبل الشعب والمؤتمن على سيادته.
كانت مداولات المجلس منتظمة لتحرير الدستور، ولما وصلت إلى مسألة نظام الحكم، كانت الأغلبية تعد لإلغاء الملكية وإعلان الجمهورية. اجتمع مكتب المجلس يوم 23 جويلية للإعداد لاجتماع المجلس المقرر يوم 25 جويلية.
وفي اليوم الموعود، افتتح الرئيس جلولي فارس الجلسة العامة على الساعة التاسعة واثنتين وعشرين دقيقة، بحضور تسعين من أعضائه وتغيب خمسة فقط. صوت المجلس أولا على إلغاء الملكية بالبلاد التونسية بالإجماع ثم صوت بالإجماع أيضا على إعلان الجمهورية على الساعة السادسة مساء. ثم طرح على المجلس لائحة تتضمن القرارين المذكورين إضافة إلى تعيين الزعيم الحبيب بورقيبة رئيسا مؤقتا للجمهورية. فتمت المصادقة عليها بالإجماع ورفعت الجلسة على الساعة السادسة والنصف مساء.
ومنذ ذلك التاريخ، تولي المجلس القومي التأسيسي طيلة عام وعشرة أشهر وضع دستور في إطار النظام الجمهوري صادق عليه نواب المجلس في قراءات ثلاث خلال الفترة من الخميس 30 جانفي 1958 إلى الخميس 25 ماي 1959، استغرقت ست عشرة جلسة.
ويوم 1 جوان 1959، ختم الزعيم الحبيب بورقيبة أول دستور لتونس المستقلة في جلسة ممتازة بالمجلس القومي التأسيسي.
ووقع تنظيم أول انتخابات رئاسية وتشريعية يوم 8 نوفمبر 1959، وانتخب الزعيم الحبيب بورقيبة رئيسا للجمهورية وفازت قائمة الوحدة القومية في الانتخابات التشريعية.

## شروط الترشح
ينتخب أعضاء مجلس النواب انتخابا عاما، حرا، سريا ومباشرا.
حسب الفصل 21 من الدستور، فإن الترشح لعضوية مجلس النواب حق لكل ناخب ولد لأب تونسي أو لأم تونسية، وبلغ من العمر على الاقل ثلاثا وعشرين سنة كاملة يوم تقديم ترشحه. ويؤدي كل عضو من أعضاء مجلس النواب ومجلس المستشارين قبل مباشرة مهامه اليمين التالية : «أقسم بالله العظيم أن أعمل بإخلاص في خدمة بلادي وأن ألتزم بأحكام الدستور وبالولاء المفرد لتونس».
وينص الفصل 22 على أن يجري انتخاب مجلس النواب لمدة خمس سنوات خلال الثلاثين يوما الأخيرة من المدة النابية.

## صلاحيات النواب

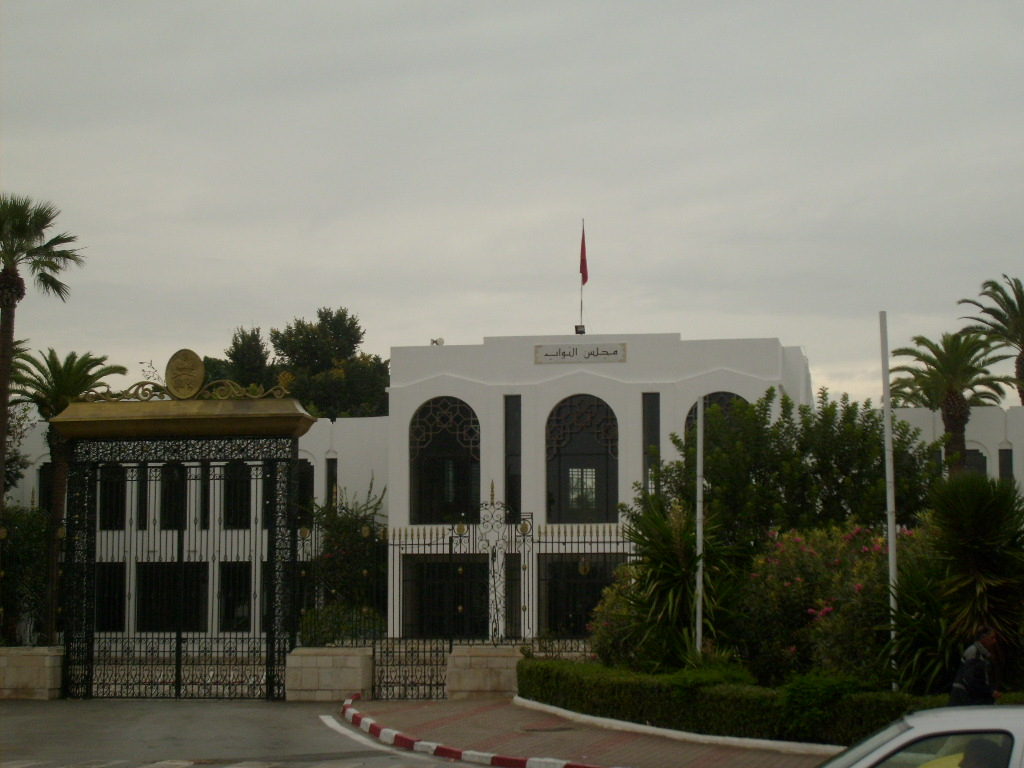
مقر مجلس النواب

ورد بالدستور أن كل عضو بمجلس النواب يعتبر نائبا للأمة جمعاء. ولا يمكن تتبع أي نائب ولا إيقافه ولا محاكمته لأجل آراء واقتراحات أبداها أو أعمال يقوم بها لأداء مهامه النيابية داخل المجلس. كما يتمتع النواب بالحصانة البرلمانية فلا يمكن تتبعهم أو إيقافهم طيلة نيابتهم في تهمة جنائية أو جناحية ما لم يرفع المجلس عنه الحصانة.

## قائمة رؤساء مجلس النواب في تونس (1959 - 2011)
| # | الاسم              | بداية الفترة | نهاية الفترة |
| - | ------------------ | ------------ | ------------ |
| 1 | جلولي فارس         | 1959         | 1964         |
| 2 | الصادق المقدم      | 1964         | 1981         |
| 3 | محمود المسعدي      | 1981         | 1987         |
| 4 | رشيد صفر           | 1987         | 1988         |
| 5 | صلاح الدين بالي    | 1988         | 1990         |
| 6 | الباجي قايد السبسي | 1990         | 1991         |
| 7 | الحبيب بولعراس     | 1991         | 1997         |
| 8 | فؤاد المبزع        | 1997         | 2011         |

## تركيبة مكتب المجلس
- الرئيس : فؤاد المبزع
- النائب الأول للرئيس : الصحبي القروي
- النائبة الثانية للرئيس : حبيبة المصعبي
- إضافة إلى رؤساء ومقرري اللجان

## لجان المجلس
- لجنة الشؤون السياسية والعلاقات الخارجية

رئيس اللجنة : صالح الطبرقي
مقرر اللجنة : الأزهر الضيفي
- لجنة التشريع العـام والتنظيم العام للإدارة

رئيس اللجنة : عفيفة صالح غانمي
مقرر اللجنة : الطاهر المسعودي
- لجنة المـالية والتخطيط والتنمية الجهوية

رئيس اللجنة : منور خميلة
مقرر اللجنة : سميرة بعيزيق سلامة
- لجنة الفلاحة والصنـاعة و التجـارة

رئيس اللجنة : حمدة الكناني
مقرر اللجنة : عبد الجواد مغيث
- لجنة التربية والثقافة و الإعلام والشباب

رئيس اللجنة : يوسف بن الاغا
مقرر اللجنة : الصحبي العلمي السلطاني
- لجنة الشؤون الاجتماعية والصحة العمومية

رئيس اللجنة : محمد الحبيب ثامر
مقرر اللجنة : عبد الرزاق ضي
- لجنة التجهيز والخدمـات

رئيس اللجنة: محمد شرف الدين قلوز
مقرر اللجنة: محمد فاضل المولهي
- لجنة الحصانة البرلمانية

رئيس اللجنة: الأزهر الضيفي
مقرر اللجنة: محيي الدين السلامي

## وصلات خارجية
- موقع مجلس النواب نسخة محفوظة 9 يوليو 2010 على موقع واي باك مشين.